# Канте, Соломана
Соломана (Сулемана, Сулейман) Канте (1922—1987) — африканский писатель и создатель алфавита Нко для языков манде. N’ko означает «я сказал» на всех языках манде.

## Биография
Канте родился в Гвинее в семье потомственного марабута, содержавшего кораническую школу, и получил религиозное образование. Позднее он торговал орехами кола в Кот-д’Ивуаре, но этот бизнес его не увлёк.
В 1944 году в руки молодого Канте попала статья из ливанской газеты, утверждавшая, дескать, все африканские языки примитивны, неупорядоченны и напоминают щебет птиц, из-за чего местные народы якобы и не могут создать себе приемлемой письменности. 
Канте придумал алфавит в апреле 1949 года после ночи глубокой медитации в ответ на своё чувство о том, что у африканцев нет культуры из-за отсутствия письменности для коренных языков[стиль]. Нко впервые использовалось в Канкане (Гвинея) для языка манинка, а затем распространилось в другие регионы Западной Африки, где использовались языки манде.
Помимо собственно алфавита, создал письменную литературу на языке манинка (наприсав около 200 томов, включая толковый словарь манинка, перевод Корана, серию книг по истории и тд.), а также культурное движени вокруг нко, и самоорганизованную систему народного образования.